# Корнелия Хютер
Корнелия Хютер (на немски: Cornelia Hütter) е австрийска скиорка.

## Биография
Корнелия Хютер е родена на 29 октомври 1992 г. в Грац, Австрия.
Дебютира на Световната купа по ски алпийски дисциплини през ноември 2011 г. в Лейк Луиз, Канада.
През 2019 г. контузва коляното си, в резултат на което почти не се състезава през 2020 и 2021 г.
През 2014 г., 2018 г. и 2022 г. представя Австрия на Зимните олимпийски игри.
На Световното първенство през 2023 г. в Куршевел-Мерибел Корнелия Хютер печели първия си (бронзов) медал от Световно първенство, като разделя бронзовото място с норвежката Кайса Викхоф Лие. Времето за спускане и на двете е 1:28,39.
На 23 март 2024 г. печели спускането по време на финалите на Световната купа по ски алпийски дисциплини в Заалбах, Австрия, като финишира с време 1:45,08. Получава малкия кристален глобус в дисциплината.